# Militärarchiv
Ein Militärarchiv ist ein Archiv für Dokumente, Bücher, Karten, Manuskripte und anderem zu militärischen Themen.
Das staatliche Militärarchiv in Deutschland ist das Bundesarchiv-Militärarchiv (Freiburg); in Frankreich ist es der Service historique de la Défense.
Auch Universitäten oder andere Institutionen können Militärarchive besitzen.

### Deutschsprachige Länder
- Arbeitskreis Militärgeschichte
- Hamburger Institut für Sozialforschung (umfangreiche Link-Liste)
- Bundesarchiv (Koblenz)
- Zentrum für Militärgeschichte und Sozialwissenschaften der Bundeswehr
- Bayerisches Hauptstaatsarchiv, Abt. IV Kriegsarchiv (München)
- Württembergisches Hauptstaatsarchiv, Abt. Militärarchiv (Stuttgart)
- Sächsisches Hauptstaatsarchiv (Dresden)
- Eberhard-Karls-Universität Tübingen: Sonderforschungsbereich 437 "Kriegserfahrungen. Krieg und Gesellschaft in der Neuzeit"
- Universität Potsdam: Lehrstuhl für Militärgeschichte
- Österreichisches Staatsarchiv: Kriegsarchiv (Wien)
- Homepage des Schweizerischen Bundesarchivs
- www.unog.ch: UNO-Archiv Genf (CH) (zweisprachig)

### Andere
- The Military Archives of Sweden
- Internationales Institut für Sozialgeschichte (Amsterdam, NL): ArcheoBiblioBase (NL), Benutzerinformationen zu russischen Archiven
- National Archives/Public Record Office (London (Stadtteil Kew))
- King’s College London: Department of War Studies
- Liddell Hart Centre for Military Archives – umfangreiche Sammlung von britischen Militärnachlässen mit biografischen Informationen
- Scottish Centre for War Studies and Conflict Archaeology
- Canadian Broadcasting Corporation Archives, Archiv mit einschlägigen Film- und Tonstücken
- Hoover Institution on War, Revolution and Peace (Stanford): Homepage
- US National Archives and Records Administration (Washington)
- US Army Center of Military History, siehe dort "US Army Chief of Staff's Professional Reading List"
- US Army Military History Institute, mit umfangreicher Dokumentensammlung (pdf) zur amerikanischen Militärgeschichte vom Unabhängigkeitskrieg bis zum Zweiten Golfkrieg
- The MINERVA Center (Pasadena, USA) – dieses Institut untersucht die Rolle von Frauen in Kriegen und Streitkräften
- Australian War Memorial (Canberra) (Museum, Forschungseinrichtung und Gedenkstätte in einem)